# Kalcheva
Kalcheva  (ucraniano: Калчева) es una localidad del Raión de Bolhrad en el Óblast de Odesa de Ucrania. Según el censo de 2001, tiene una población de 3536 habitantes.